# 努拉尔勒弗朗
努拉尔勒弗朗（法語：Nourard-le-Franc，法語發音：[nuʁaʁ lə fʁɑ̃]）是法国瓦兹省的一个市镇，位于该省北部，属于克莱蒙区。

## 地理
努拉尔勒弗朗（49°29'55"N, 2°22'26"E）面积11.48 平方千米，位于法国上法蘭西大區瓦兹省，该省份为法国北部内陆省份，北起索姆省，西接厄尔省和滨海塞纳省，南至塞纳-马恩省和瓦兹河谷省，东临埃纳省。
与努拉尔勒弗朗接壤的市镇（或旧市镇、城区）包括：比康、卡蒂永-菲姆雄、勒梅尼勒叙比勒、勒普莱西耶叙比勒、勒凯内勒欧布里、圣瑞斯特昂绍塞、瓦莱斯库尔。

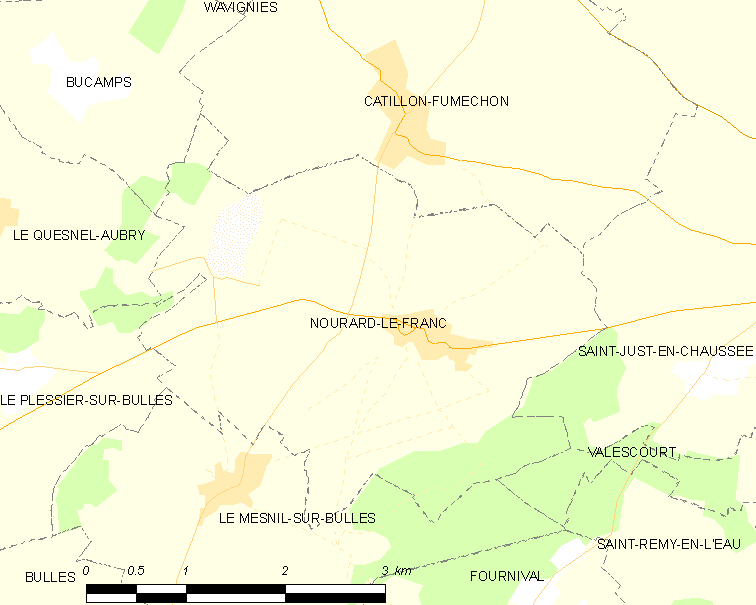
努拉尔勒弗朗的OSM定位图

努拉尔勒弗朗的时区为UTC+01:00、UTC+02:00（夏令时）。

## 行政
努拉尔勒弗朗的邮政编码为60130，INSEE市镇编码为60468。

## 政治
努拉尔勒弗朗所属的省级选区为圣瑞斯特昂绍塞县。

## 人口

1962-2008年间努拉尔勒弗朗人口变化图示

努拉尔勒弗朗于2022年1月1日时的人口数量为295人。